# يوهان برونستروم
يوهان برونستروم (بالسويدية: Johan Brunström) مواليد 3 أبريل 1980، هو لاعب كرة مضرب سويدي يلعب باليد اليسرى.
أعلى تصنيف له في الفردي كان المركز الـ 377 في سنة 2007. شارك في دورة الألعاب الأولمبية الصيفية.

## الخط الزمني للزوجي
مفتاح
| ف | ن | ن.ن | ر.ن | د# | د.م | ل | أ.أ | ت | غ | ب | ف | ذ | م.خ | ل.ت |

(ف) فاز بالبطولة (ن) وصل النهائي (ن.ن) نصف النهائي (ر.ن) ربع النهائي (د#) الأدوار الأربعة الأولى (د.م) دور المجموعات (ل) شارك في كأس ديفيز (أ.أ) خرج من الأدوار الاولى (ت) خسر التصفيات التأهيلية (غ) غاب عن الحدث أو البطولة (ب) حصل على ميدالية برونزية (ف) حصل على ميدالية فضية (ذ) حصل على ميدالية ذهبية (م.خ) بطولة الماسترز خُفضت إلى مرتبة أقل (ل.ت) البطولة لم تعقد في السنة المعينة.
لتجنب الارتباك وازدواجية الحساب، يتم تحديث هذه المعلومات إما في نهاية البطولة، أو عندما تكون مشاركة اللاعب في البطولة قد انتهت.
| الدورة             | 2008 | 2009 | 2010 | 2011 | 2012 | 2013 | 2014 | 2015 | ف-خ  | فوز % |
| ------------------ | ---- | ---- | ---- | ---- | ---- | ---- | ---- | ---- | ---- | ----- |
| دورات الجراند سلام |      |      |      |      |      |      |      |      |      |       |
| أستراليا المفتوحة  | غ    | غ    | د3   | د1   | غ    | د1   | د2   | د1   | 3–5  | 37.50 |
| فرنسا المفتوحة     | د1   | د2   | د1   | د1   | د1   | د1   | د1   | غ    | 1–7  | 12.50 |
| بطولة ويمبلدون     | د2   | د2   | د1   | د1   | د2   | د1   | د2   | غ    | 4–7  | 36.36 |
| أمريكا المفتوحة    | د1   | د1   | د1   | د1   | د1   | د1   | د1   | غ    | 0–7  | 0.00  |
| فوز-خسارة          | 1–3  | 2–3  | 2–4  | 0–4  | 1–3  | 0–4  | 2–4  | 0–1  | 8–26 | 23.53 |

## روابط خارجية
- يوهان برونستروم على موقع رابطة محترفي التنس (الإنجليزية)
- يوهان برونستروم على موقع الاتحاد الدولي لكرة المضرب (الإنجليزية)
- يوهان برونستروم على موقع كأس ديفيز (الإنجليزية)
- يوهان برونستروم على موقع خلاصة التنس.كوم (الإنجليزية)
- يوهان برونستروم على موقع أوليمبيديا (الإنجليزية)
- يوهان برونستروم على موقع اللجنة الأولمبية السويدية (السويدية)